# 섬진강댐

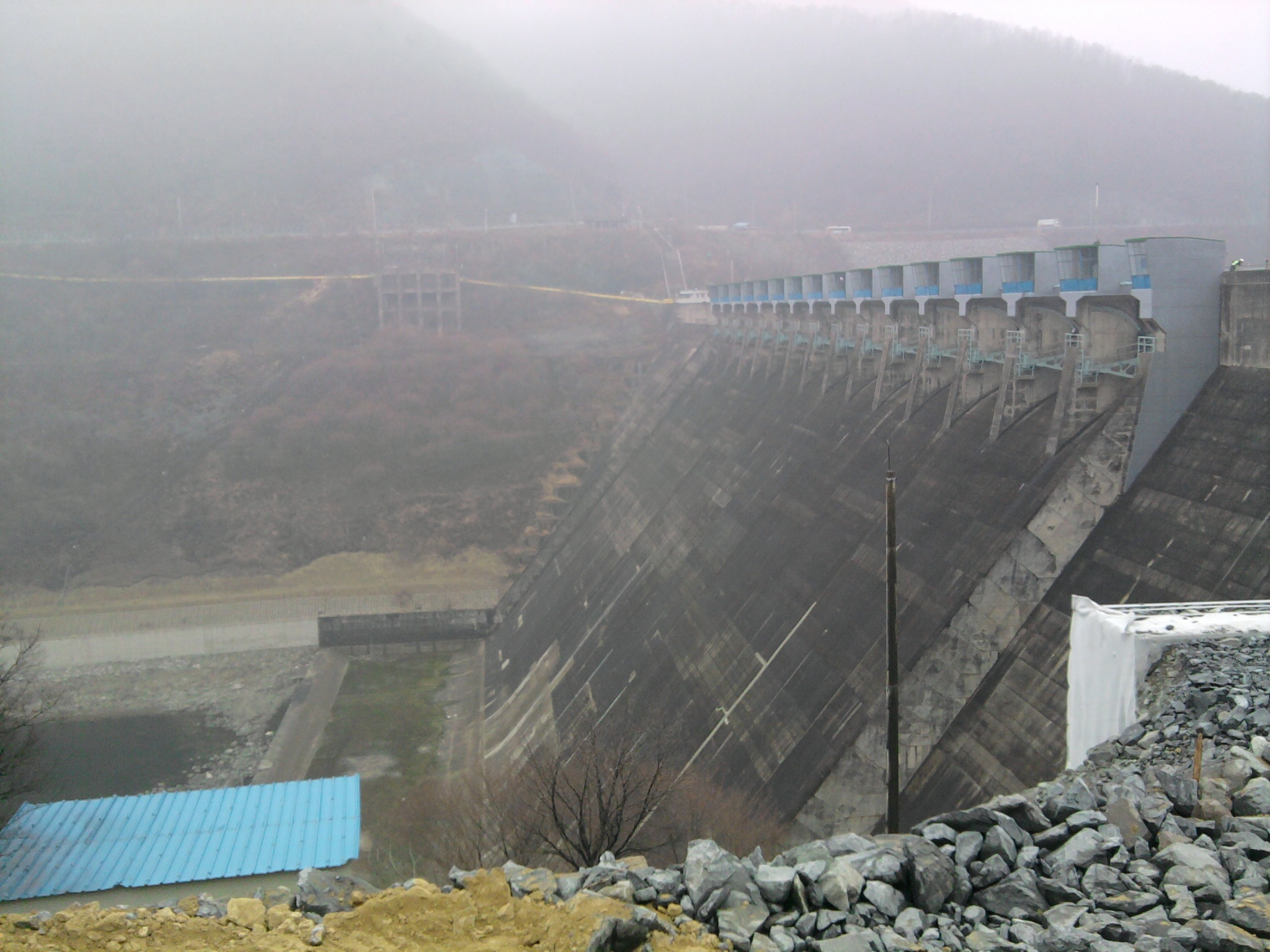
섬진강댐 댐체 (2014년 3월 1일 촬영)

섬진강댐(蟾津江dam)은 전북특별자치도 임실군 강진면 옥정리에 위치하는 대한민국의 첫 다목적댐이다.

## 시설 개요
- 하천명 : 섬진강
- 위치 : 전북특별자치도 임실군 강진면 옥정리
- 사업기간 : 1940년 4월 ~ 1965년 12월 20일

옛 운암댐에서 하류 방향 약 2km 지점에 건설되었다. 댐 높이는 64ｍ, 제언(堤堰) 길이는 335ｍ이다. 만수위 표고 196.5ｍ, 저수지 만수 면적 26.5km2이고 4억 6,000만m3의 물을 저수한다.

### 본댐
- 형식 : 콘크리트 중력식댐
- 길이 : 344m
- 높이 : 64.4m

### 저수지
- 명칭 : 옥정호
- 총저수용량 : 466백만m3
- 저수면적 : 763km3

### 발전시설
- 발전용량 : 120백만㎾/년

## 연혁
실제 착공은 1940년 4월에 되었으나 1944년 제2차 세계대전으로 인해 중단되었다가 1948년에 다시 재착공되었다. 그러나 한국전쟁으로 인해 다시 중단되었다가 1961년 8월에 제1차 경제개발계획의 일환으로 건설부에 의해 다시 기공되었다. 1965년 12월 20일에 준공되었으며, 대한민국 최초로 건설된 첫 다목적댐이다. 이 댐의 건설로 발생한 이주민들은 부안군 계화지구 간척지에 정착시켰다.

## 설치 효과
정읍시 산내면에 있는 취수구에서 취수하여 약 5.2km의 수압터널을 지나 동진강으로 유로를 바꾸어준다. 취수된 물은 유역변경식 발전소인 정읍시 칠보면의 섬진강수력발전소(칠보발전소)를 통해 최대출력 30,480kW의 발전을 한다.
이후 방류수는 옛 운암발전소 측 방류수와 합하여 동진강 하류 계화도의 간척지(약 40km2)와 수리불안전답(약 60m2)의 관개용수로 사용된다. 이 밖에 총 유하량의 80%를 저수할 수 있어 홍수의 피해를 줄여준다.